# Человеческое жертвоприношение
Челове́ческое жертвоприноше́ние — разновидность жертвоприношения: приношение высшей ценности — жизни человека — в жертву (дар) божеству. В современных правовых системах человеческое жертвоприношение криминализировано и рассматривается как особая разновидность убийства — ритуальное убийство.
Культовая функция человеческих жертвоприношений различается от культуры к культуре — средство приближения к богу, способ искупления грехов, благодарность за военные победы (в последнем случае жертвами часто становились военнопленные).

## Происхождение
Возникновение практики человеческих жертвоприношений связывается с признанием священности крови как воплощения жизненной силы человека. Поэтому бескровные формы причинения смерти (утопление, удушение) довольно редко использовались в религиозно-культовом контексте.
Человеческие жертвоприношения связаны с культом плодородия почвы и потому более характерны для народов-земледельцев, чем для охотников и кочевников. Самое древнее человеческое жертвоприношение зафиксировано в анатолийском Чайоню. В примитивных земледельческих обществах жертвой становился царь-жрец, воплощавший растительную силу земли и приравнивавшийся к богу плодородия. Иногда перед жертвоприношением на его место сажали простолюдина и по истечении определённого периода времени приносили в жертву, как если бы он и был истинный царь (ср. хеб-сед).
Американская исследовательница Барбара Эренрейх считает, что обычай приносить людей в жертву имеет возраст десятки тысяч лет и носил прагматичный характер. Так, в каменном веке человек имел очень плохие охотничьи навыки и не мог эффективно обороняться от хищников, например львов. Более того, для человека из каменного века характерен родоплеменной строй и кочующий образ жизни. Небольшие группы людей могли регулярно путешествовать по саванне, сталкиваясь со стаями хищников. В книге «Blood Rites: Origins and History of the Passions of War (1997)» Эренрейх указывает, что хищники для утоления голода ограничиваются убийством минимального количества особей, после чего не нападают на остальную часть стаи. Таким образом, предполагает автор, группа людей при столкновении с хищниками могла умерщвлять кого-то старого или больного для безопасности остальных членов группы.
С другой стороны, С. А. Токарев указывал, что все известные примеры человеческих жертвоприношений относятся не к примитивным племенам, а к народам, достигшим сравнительно высокого уровня общественного развития. У некоторых особенно воинственных народов убийство врага в бою или захваченного пленного стало осмысляться как жертва божеству. Также у многих народов был обычай убивать рабов, слуг, наложниц при погребении правителя.

## Древние цивилизации
Принесение в жертву царя-жреца характерно для народов Африки (дагомеи, ашанти), причём вместе с царём в жертву приносились сотни его рабов. На материале Древнего Египта было установлено, что рабы, по представлениям древних, должны были сопровождать и прислуживать повелителю в загробной жизни. У семитских народов (аммонитяне, финикийцы и карфагеняне) вместо царя в искупительных целях сжигали детей (см. Молох).
В Китае до XVII века вместе с императором время от времени хоронили его приближённых, которые не пожелали жить после его смерти (см. сюньцзан zh:殉葬); наиболее же крупными из известных являются археологические свидетельства эпохи Шан.
Японцы отказались от человеческих жертвоприношений (в том числе т. н. строительной жертвы) в самом раннем средневековье.
Древним монголам было известно человеческое жертвоприношение знамени-сульдэ. Сульдэ — это харизма хана, судьба непобедимого полководца и благотворная сила хана, воплощённая в войсковом знамени (туг). В шаманских представлениях Небо правит благодаря сульдэ, олицетворяемом девятью богами-тэнгриями. Считая себя небесным повелителем, Чингисхан назначил девять воевод и ввёл культ знамени из девяти бунчуков. Был разработан ритуал призывания Сульдэ-тэнгрия, наделявшего потомка Чингисхана непобедимостью. У каждого хана, как считалось, был собственный гений-хранитель, сульдэ. Как пишет Л. В. Бабкинова, «обряды освящения знамени и его бунчуков (спутников-помощников гения-хранителя самого знамени) и жертвоприношения им в связи с военными походами носили устрашающий, кровавый характер, включавший даже человеческие жертвы». По монгольским преданиям, в Эджен-Хоро, где хранятся реликвии Чингисхана (в частности, Хара-сульдэ, Чёрное знамя) раньше совершались человеческие жертвоприношения. Этих жертвоприношений знамени требовало тёмное божество, которое впоследствии укротил буддийский святой Банчен Эрдени. После этого человеческие жертвоприношения были заменены животными. Знамя кропили кровью перед выступлением в поход.

## Индоевропейские народы
Ритуал человеческого жертвоприношения имеет древние корни в Индии. Одно из ранних свидетельств о бытовании человеческих жертвоприношений в Индии имеется Саньютта-никае, сборнике речей, ассоциированных с Буддой Шакьямуни, критиковавшем любые виды кровавых жертв. В речи по поводу известия о жертвоприношениях во дворце царя Пасенады Косальского Будда сказал: 

Есть жертвы лошадьми, и жертвы людьми тоже есть… Исполнены жестокостью эти жертвования, не будет от них пользы.— Саньютта-никае 3.9
В исторические времена жертвоприношения продолжали последователи богини Кали (см. туги). По сообщению известного религиоведа Мирча Элиаде, человеческие жертвоприношения осуществлялись в храме Камакхья вплоть до XIX века.

Этот храм был знаменит человеческими жертвоприношениями, которые происходили в нём вплоть до девятнадцатого века (они были запрещены английским правительством в 1832 г.). В 1565 году 140 жертв было обезглавлено только во время одного жертвоприношения. (…) Их приносили в жертву во время ежегодного праздника богини, и в «Калика-пуране» целая глава посвящена детальному описанию того, как их обезглавливали.
Глава Калика-пураны, описывающая человеческие жертвоприношения — Rudhiradhyaya — была опубликована в английском переводе ещё в 1807 году. Такие человеческие жертвоприношения, как описанные в Rudhiradhyaya, называются narabali («нара-бали»). Калика-пурана связывает человеческие жертвоприношения с интересами власти и особыми случаями в государственной жизни, осуждая их осуществление без санкции правителя:

Если человеческая жертва принесена без согласия князя, исполнитель совершает грех. В случаях угрожающей опасности или войны жертвоприношения можно осуществлять по желанию самого князя или его министров, а не по своему желанию.
О том, что носители ямной культуры практиковали его, свидетельствуют исследованные в последние годы курганы Мергелевой гряды в Луганской области.
Древние греки (за исключением минойцев) приносили в жертву животных, однако мифологический материал позволяет предположить, что для их предков принесение в жертву людей было обычным явлением. Возможно, история о чудном спасении Ифигении, обречённой на жертву отцом Агамемноном, и её замене ланью сохранили память о замене человеческого жертвоприношения закланием животных. Другой мифологический сюжет — Поликсена, принесенная в жертву на могиле Ахиллеса его сыном Неоптолемом.
Даже в классическое время перед битвой при Саламине (480 г. до н. э.) греки принесли в жертву Дионису трех персидских пленников. Столетием позже, перед битвой при Левктрах (371 г. до н. э.) фиванцы, поверив в сон Пелопида, были готовы принести в жертву белокурую девушку, но в последний момент заменили её белой кобылицей.
Римляне времён республики не чуждались человеческих жертвоприношений для умилостивления богов в таких исключительных случаях, как вторжение Ганнибала в Италию. В 97 году до н. э. в Риме все формы человеческих жертвоприношений были запрещены и с тех пор рассматривались как варварский обычай. При этом было предано забвению, что столь популярные в Риме гладиаторские поединки первоначально носили ритуальный характер и представляли собой своего рода подношение богу войны.
О человеческих жертвоприношениях у древних кельтов известно как по археологическим находкам (человек из Линдоу), так и из письменных свидетельств их врагов — римлян. Юлий Цезарь пишет о том, что вместе с трупом хозяина кельты сжигали его домашних. Способ умерщвления зависел от того, какому богу предназначались жертва: назначенных Таранису сжигали, Тевтату — топили, Езусу — вешали на деревьях.
Человеческие жертвоприношения были известны древним германцам (ср. кровавый орёл). Сага об Инглингах повествует, что свейского конунга Домальди принесли в жертву ради лучшего урожая и удачи в бою. Ибн Фадлан сообщает о том, что наложницы варяжских воинов, которых он видел в Волжской Булгарии, охотно приносили себя в жертву после смерти господина. Адам Бременский пишет о жертвоприношениях людей Одину на блоте в Старой Упсале. По его словам, жертв вешали на деревьях священной кущи: возможно, на самом деле там вывешивали для устрашения трупы казнённых преступников.
Сведения о человеческих жертвоприношениях у славян известны из летописей: 11 июня 978 г. святой Владимир I Святославич «сел на столе отца своего в Киеве» и решил вознести благодарение богам, совершив человеческие жертвоприношения. Жертвами его усердия к язычеству, видимо, пали Феодор-варяг и Иоанн, мученики. Параллели предпринятой Владимиром реформы языческого культа, если и имеются, то у скандинавских народов. 

В жертву приносили не только животных («куры режють» и т.п.), но в важных случаях и людей. В «Повести временных лет» есть несколько упоминаний о человеческих жертвоприношениях: про жителей Киева сказано, что они приводили к изображениям богов, поставленных на холме, «сыны своя и дочери и жряху (приносили в жертву.— С.Т.) бесом»; после успешного похода князя Владимира на ятвягов в Киеве было решено по старому обычаю принести богам человеческую жертву, наметив ее по жребию [(Сноска) См.: Полное собрание русских летописей, т. I, вып. 1, с. 79, 82.].— Токарев С.А., Религия в истории народов мира. М.: Политиздат, 1986, с. 215
Согласно «Славянской хронике» Гельмольда (1167—1168 гг.):

«Среди множества славянских божеств главным является Свентовит (Zuantewith), бог земли ранской, так как он — самый убедительный в ответах. Рядом с ним всех остальных они как бы полубогами почитают. Поэтому в знак особого уважения они имеют обыкновение ежегодно приносить ему в жертву человека — христианина, какого укажет жребий…»

## Народы Америки
Огромный размах человеческие жертвоприношения приобрели в культурах Мезоамерики (майя, ацтеки). Ацтеки вели частые войны со своими соседями для захвата пленных, которых приносили в жертву. Тысячи людей приносились в жертву на ежегодном празднике маиса в специально устроенных для этого храмовых комплексах в виде пирамид. В империи Инков человеческие жертвоприношения были приурочены к восхождению на престол нового правителя. По представлениям индейцев, человеческой кровью питалось Солнце (солнечный культ).
В 2011 году на морском берегу на севере Перу  были найдены 227 скелетов детей. Все они лежали головой к морю, лица были окрашены в красный цвет, а грудные клетки были вскрыты особым образом. Радиоуглеродный анализ показал, что дети погибли в один день, примерно в 1450 году. Они были из разных районов государства чиму, существовавшего на этой территории с 900 по 1470 год. Предполагают, что детей согнали на берег моря во время дождя и принесли в жертву, чтобы умилостивить богов в связи с тем, что из-за повышенной активности Эль-Ниньо люди страдали от постоянных ливней и наводнений, а в море исчезла рыба.

## Народы Океании
По мнению некоторых исследователей, все полинезийцы в прошлом практиковали человеческие жертвоприношения, однако это не доказано. В исторические времена человеческие жертвоприношения известны лишь в немногих местах Полинезии. Джемс Кук в 1777 году лично наблюдал такое жертвоприношение на Таити. Полинезийцы приносили в жертву бедняков или рабов. Жертв умерщвляли заранее, после чего убитых приносили в святилище, где совершали обряды.
В 2016 году была опубликована работа о человеческих жертвоприношениях в 40 австронезийских культурах Океании. При этом человеческие жертвы приносились в 25 % эгалитарных, в 37 %  умеренно стратифицированных и в 67 % стратифицированных из 93 исследованных авторами обществ. По мнению авторов, жертвоприношение использовалось для поддержания социальной стабильности, но могло также усиливать неравенство.